# Karel Škréta
Karel Škréta (znany również jako Karel Škréta Šotnovský ze Závořicur, ur. w 1610 w Pradze, zm. 30 lipca 1674 tamże) – czeski malarz barokowy, uważany za ojca czeskiego malarstwa barokowego.

## Biografia i twórczość
Karel Škréta urodził się w czeskiej rodzinie szlacheckiej wyznającej luteranizm. Malarstwa uczył się na praskim dworze cesarskim. Po bitwie pod Białą Górą jego rodzina zmuszona była udać się na emigrację do Saksonii. Następnie mieszkał w Wenecji, Bolonii, Florencji i Rzymie, gdzie uczył się malarstwa i pozostawał pod wrażeniem twórczości Tycjana, Tontoretta i Veronesego. We Włoszech rozwinął się jego talent malarski i stał się cenionym portrecistą. Został członkiem stowarzyszenie malarzy Bentvueghels. W 1635 roku osiedla się w Freibergu, a następnie w 1638 roku powrócił do Pragi, jednak za cenę przyjęcia katolicyzmu.
W kolejnych latach staje się uznanym malarzem. Tworzy liczne portrety i obrazy rodzajowe do praskich kościołów, w tym ołtarze do Kościoła Najświętszej Marii Panny przed Tynem i Kościół św. Tomasza. Maluje również monumentalne płótna o tematyce mitologicznej i religijnej.
Karel Škréta zmarł 30 lipca 1674 roku. Pochowany został w Kościele św. Gawła na praskim starym mieście.